# Ingrid Schultheiß
Ingrid Schultheiß (geb. Leudolph; * 13. Januar 1932 in Eisleben; † 1. April 2021 in Leipzig) war eine deutsche Buchgestalterin.

## Leben

### Ausbildung
Nach Abschluss ihrer schulischen Ausbildung in Naumburg erlernte Ingrid Schultheiß von 1949 bis 1951 den Beruf der Buchbinderin. Von 1951 bis 1953 studierte sie an der Hochschule für Grafik und Buchkunst in Leipzig unter dem Schriftkünstler Egon Pruggmayer und der Buchbinderin Elisabeth Altmann (1919–1996). Von 1954 bis 1956 war sie am Institut für künstlerische Werkgestaltung in Halle (Saale) Schülerin bei Dorothea Freise und Meisterschülerin bei Wilhelm Nauhaus.

### Tätigkeit
Anschließend arbeitete sie als Konservatorin an der Buchbinderwerkstatt des Museums der bildenden Künste in Leipzig. Es entstand in dieser Zeit zudem eine Zusammenarbeit mit dem Deutschen Buch- und Schriftmuseum der Deutschen Bücherei, für das sie Handeinbände für Pressendrucke aus Ganzleder in sehr moderner Formgebung schuf. Ingrid Schultheiß war von 1963 bis 1990 Mitglied des Verbands Bildender Künstler der DDR.

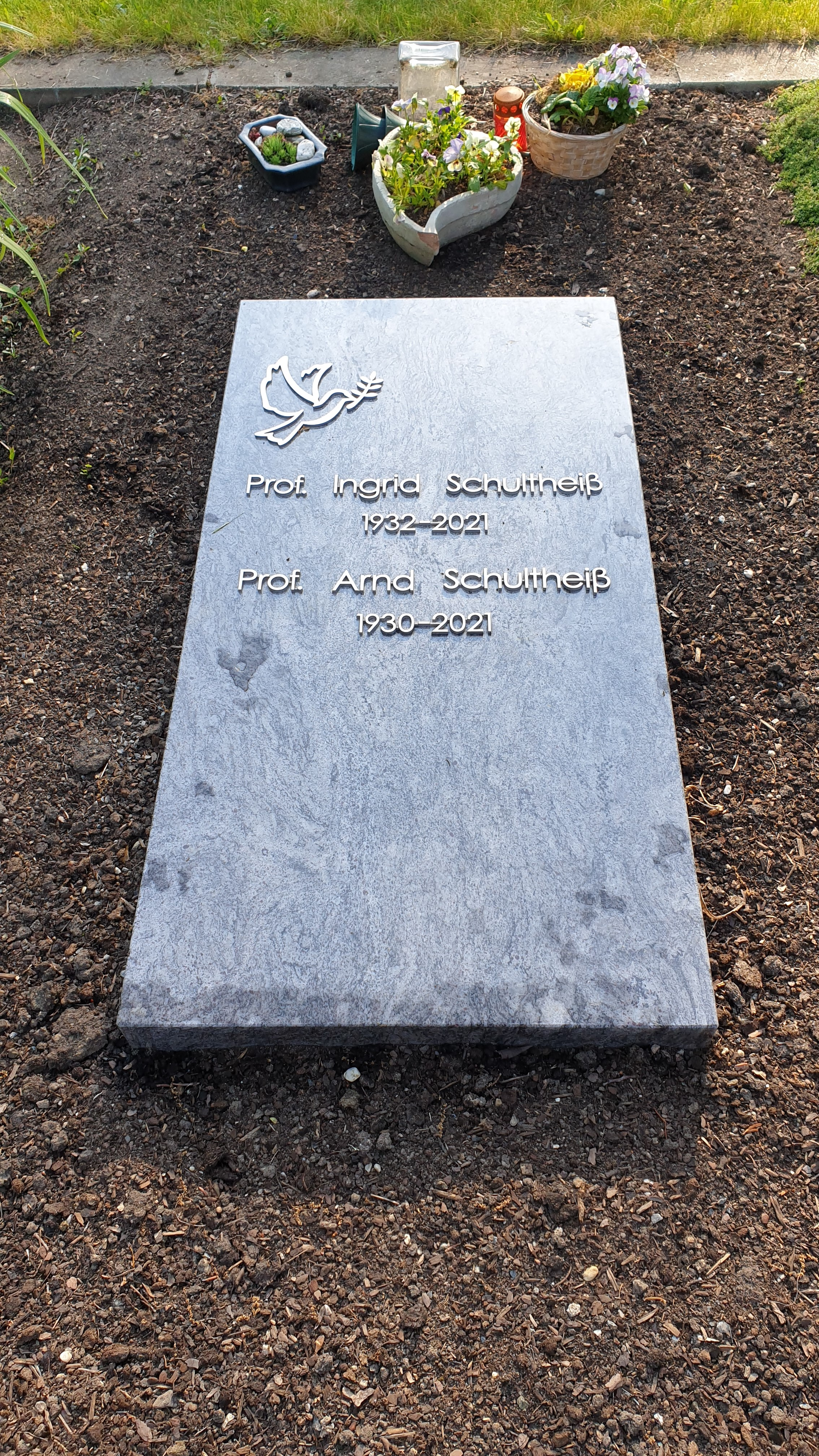
Grabstätte Arnd und Ingrid Schultheiß

1978 wurde sie als Oberassistentin an die Hochschule für industrielle Formgestaltung berufen, an der sie den seit 1958 brachliegenden Fachbereich Künstlerischer Handeinband ihres Lehrers Nauhaus organisatorisch, technisch und inhaltlich buchstäblich aus dem Nichts aufbaute. Erst Anfang der 1990er Jahre gelang es, im Kornhaus der Burg Giebichenstein annähernd ideale Arbeitsbedingungen zu schaffen. Unter ihrer Leitung entwickelte sich der Fachbereich an der Kunsthochschule zu einem eigenständigen künstlerischen Bereich und zum Magnet für den Nachwuchs aus ganz Deutschland. Für die berufspraktische Ausbildung der Studenten gelang es Ingrid Schultheiß, die Dorfner-Werkstatt in Weimar einzubinden und dadurch für deren Erhalt und Fortentwicklung zu sorgen. 1993 wurde ihr von der Hochschule für Kunst und Design der Titel einer Professorin für künstlerischen Handeinband verliehen. 1995 übergab Ingrid Schultheiß die Leitung an ihre Nachfolgerin Mechthild Lobisch.
Ingrid Schultheiß war seit 1956 mit dem Maler und Grafiker Arnd Schultheiß verheiratet. Sie wurde auf dem Leipziger Südfriedhof beerdigt.

### Künstlerisches Schaffen
Neben ihrer Berufs- und Lehrtätigkeit schuf Ingrid Schultheiß ab Ende der 60er Jahre Bucheinbände, die aufgrund ihrer modernen, sachlichen Formgebung und der verwendeten Materialien große Aufmerksamkeit fanden. So gestaltete sie die Bände der Insel-Bücherei mit Überzugspapieren, die mit abstrakten Mustern bedruckt waren. 1968 gewann sie den ersten Preis des vom Museum für Kunsthandwerk ausgerufenen Wettbewerbs zur Gestaltung des im Insel Verlag erschienenen Bandes Ende einer Dienstfahrt von Heinrich Böll. Für den handgehefteten Pappband verwendete sie ein schwarz-weißes Überzugpapier, das durch eine fotografische Schriftmontage des Wortes Dienstfahrt seine gestalterisch-inhaltliche Aussage fand. Schultheiß löste dadurch eine allgemeine experimentelle Welle der Beschäftigung mit fotografischen Bezugspapieren in der künstlerischen Buchbinderei aus. Der 1972 zu Stephan Hermlins Hölderlin-Hörspieltext Scardanelli entstandene Halblederband, der in seinem fotografischen Überzugspapier ein ineinander verwobenes Labyrinth aus Linien zeigt, zählt zu den Höhepunkten des buchgestalterischen Schaffens von Ingrid Schultheiß, da es ihr gelang ein abstrahierend-ornamentales Gleichnis für die merkwürdige Lebensgeschichte dieses unglücklichen Dichters zu schaffen. 1977 verwandte sie erstmals den Kunststoff Piacryl für die Einbände von zwei Pressendrucke von Alberto Tallone zu Dantes Rime. Auf der iba 1982 war sie mit einem Handeinband zu einem Pressendruck von Goethes Drei Märchen vertreten, für den sie einen Halbledereinband auf hellen durchgezogenen Pergamentstreifen und einem Gewebeüberzug aus indischer Wildseide mit Schmucklinien aus verschiedenfarbigen böhmischen Glasperlen schuf.

## Schüler (unvollständig)
- Kathrin Baldus
- Syrta Bock
- Cornelia Därr
- Susanne Ewald
- Gerlinde Gerth
- Cornelia Meyer-Ahnert
- Susanne Nickel
- Christiane Oertel
- Frauke Otto
- Veronika Schäpers
- Dorothea Vent

## Ausstellungen (unvollständig)
- 1967/1968, 1972/1973 und 1977/1978: Dresden, VI. Deutsche Kunstausstellung und VII. und VIII. Kunstausstellung der DDR

- 1982 Handeinbände in der Bibliothek des Nationalmuseums Prag
- 1997 Das einbandkünstlerische Schaffen, Museum für Kunsthandwerk, Leipzig
- 1998 Das einbandkünstlerische Schaffen, Gustav-Lübcke-Museum, Hamm